# Преброяване на населението в Царство България (1910)
Преброяването на населението в Царство България през 1910 година се състои на 31 декември. Преброяването на населението се съпътствува с преброяване на всички видове сгради, селскостопански животни и инвентар, вкл. и транспортните средства в селското стопанство.

## Резултати

### Етнически състав
Численост и дял на етническите групи:
| Етническа група    | Численост | Дял (в %) |
| Общо               | 4 337 513 | 100.00    |
| Българи            | 3 518 756 | 81.12     |
| Турци              | 465 641   | 10.73     |
| Цигани             | 122 296   | 2.81      |
| Друга              | 230 820   | 5.32      |
| Не се самоопределя | –         | –         |

### Вероизповедание
При преброяването във всяка лична карта е трябвало да бъде означено каква вяра (религия) изповядва лицето, за което се отнася картата. Отговорът е трябвало да бъде ясно и точно означен. Думите „християнин“ или „православен“ са се считали за недостатъчни. Агент–преброителите е трябвало да изискват при такъв случай лицето да обясни дали е католик, протестант или източно–православен и да поправи отговора. По този начин са установени сферите на влияние на източноправославната, католическата и протестантската религия.
Численост и дял на населението по вероизповедание:
| Вероизповедание            | Численост | Дял (в %) |
| Общо                       | 4 337 513 | 100.00    |
| Православие                | 3 643 918 | 84.00     |
| Ислям                      | 602 078   | 13.88     |
| Юдаизъм                    | 40 067    | 0.92      |
| Католицизъм                | 32 150    | 0.74      |
| Армено–грегорианска църква | 12 259    | 0.28      |
| Протестантство             | 6335      | 0.14      |
| Друго и непоказано         | 706       | 0.01      |